# Athenaea
Athenaea é um género botânico pertencente à família Solanaceae, que pode ser encontrado no Brasil.